# Macrostemum saowapa
Macrostemum saowapa är en nattsländeart som beskrevs av Chantaramongkol och Malicky 1986. Macrostemum saowapa ingår i släktet Macrostemum och familjen ryssjenattsländor. Inga underarter finns listade i Catalogue of Life.